# Mancieulles
Mancieulles – miejscowość i dawna gmina we Francji, w regionie Grand Est, w departamencie Meurthe i Mozela. W 2013 roku populacja gminy wynosiła 1849 mieszkańców. 
W dniu 1 stycznia 2017 roku z połączenia trzech ówczesnych gmin – Briey, Mance oraz Mancieulles – utworzono nową gminę Val-de-Briey. Siedzibą gminy została miejscowość Briey. 